# Chapelle Notre-Dame-la-Blanche de Guérande
Pour les articles homonymes, voir Chapelle Notre-Dame-la-Blanche.
La chapelle Notre-Dame-la-Blanche est une chapelle située à Guérande, dans le département français de la Loire-Atlantique.

## Localisation
La chapelle est située sur la commune de Guérande, dans le département de la Loire-Atlantique.

## Historique
Le monument est inscrit au titre des monuments historiques en 1910.